# Aminta

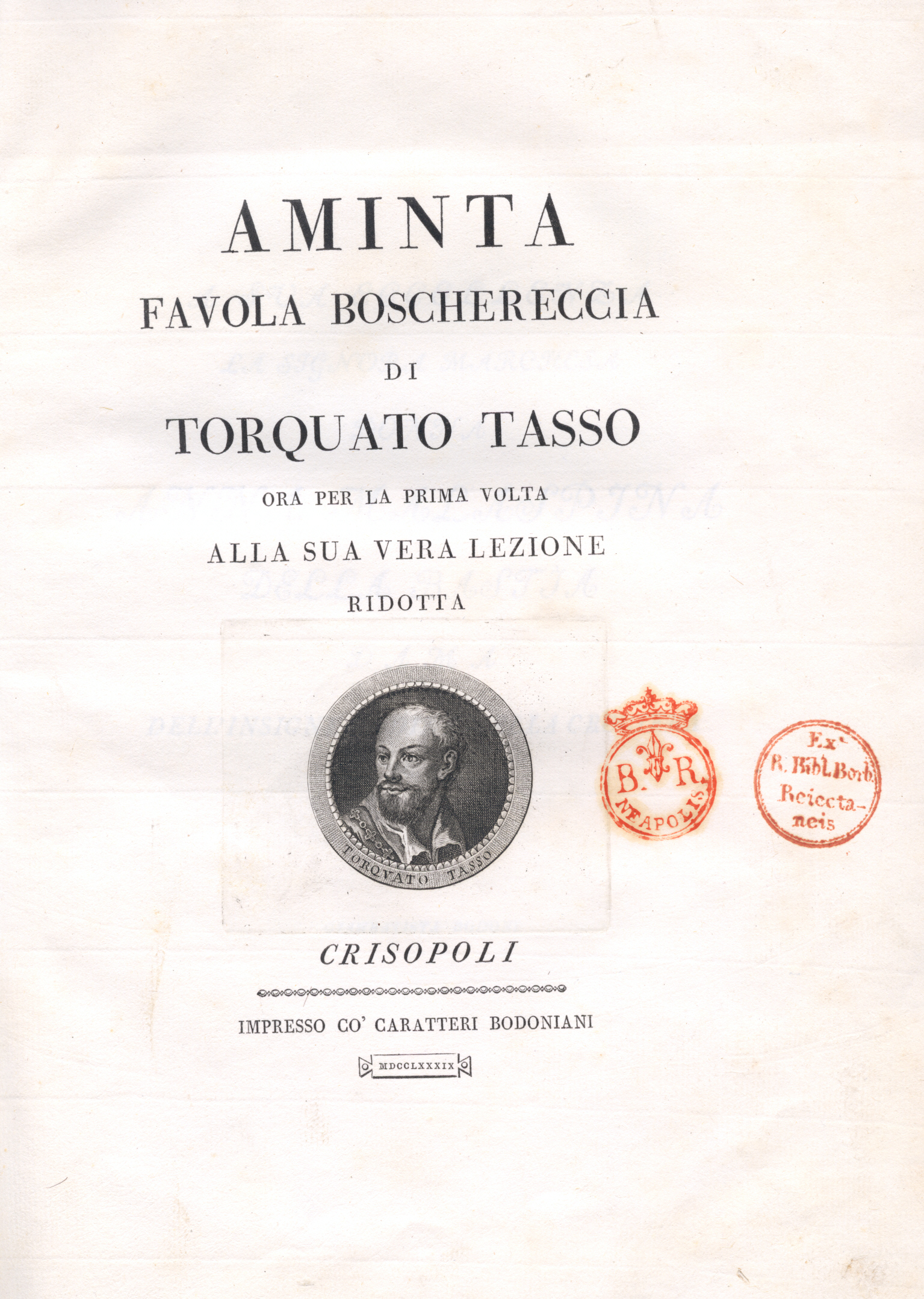
page de titre d'une édition d'Aminta publiée en 1789 à Parme.

Aminta est une pièce de théâtre écrite par Torquato Tasso, dit Le Tasse, en 1573, représentée lors d'une fête dans les jardins à la cour de Ferrare. Les acteurs et le public étaient des nobles vivant à la Cour, capables de comprendre les subtiles allusions que le poète faisait à ce style de vie, en contraste avec la vie des bergers, représentée de manière idyllique. 
Le texte est écrit en vers hendécasyllabiques et septénaires ; il est divisé en cinq actes. 
La pièce a un thème pastoral et se déroule à l'époque d'Alexandre le Grand. Les personnages sont des bergers et des nymphes. 
L'histoire raconte l'amour d'Aminta pour la belle nymphe Silvia, qui ne lui retourne pas ses attentions et préfère la chasse. Elle risque le viol aux mains d'un satyre mais Aminta la sauve ; cependant, elle le fuit à nouveau. Aminta, trouvant son voile taché de sang, tente de se suicider. Silvia a ensuite des remords, revient pleurer sur le corps d'Aminta qui est toujours en vie, et les deux peuvent se marier avec bonheur, suivant ainsi les conseils que des amis plus âgés et plus sages leur avaient donnés. 
C'était la base de plusieurs livrets d'opéra[réf. nécessaire], tels que : 
- le livret de Metastasio sur lequel Mozart a fondé son opéra Il re pastore (Salzbourg, 1775) ;
- le livret de Metastasio sur lequel Antonio Mazzoni a basé son opéra Aminta, il re pastore (Madrid, 1756) ;
- l'intrigue du ballet Sylvia de Delibes, réécrit par Jules Barbier (Paris, 1876).

## Enregistrement
Un phonautogramme des vers d'ouverture de cette pièce constitue le plus ancien enregistrement audible connu en mai 2009 de la parole humaine.